# Europese kampioenschappen indooratletiek 2025 – 60 meter horden vrouwen
De 60 meter horden voor vrouwen op de Europese indoorkampioenschappen van 2025 vonden de series plaats op 6 maart en de halve finales en finale op 7 maart 2025 en werd gehouden op de shorttrackbaan van Omnisport in Apeldoorn in Nederland. Het was de zesendertigste keer dat dit onderdeel op het programma stond.
De Zwitserse Ditaji Kambundji won de 60 meter horden voor vrouwen in een nieuw Europese record te lopen van 7,67 dat een honderdste sneller was dan het oude record van de Zweedse Susanna Kallur, wat zeventien jaar geleden werd gelopen en twee honderste boven het Wereldrecord. De tijd van 7,67 betekende automatisch een nieuw Kampioenschapsrecord dat sinds 1990 stond, ook werd het de nieuwe Wereldleiding. De Nederlandse Nadine Visser pakte het zilver in 7,72 dat een nieuw Nederlands record betekende. Het brons ging naar de Poolse Pia Skrzyszowska in 7,83.

## Records
Voorafgaand aan het toernooi waren dit het Wereldrecord, Europees record, Kampioenschapsrecord en de Wereld-, Europese leiding.
| Wereldrecord         | Devynne Charlton      | 7,65 | Glasgow   | 3 maart 2024     |
| Europees record      | Susanna Kallur        | 7,68 | Karlsruhe | 10 maart 2008    |
| Kampioenschapsrecord | Lyudmila Narozhilenko | 7,74 | Glasgow   | 4 maart 1990     |
| WL                   | Masai Russell         | 7,74 | New York  | 22 februari 2025 |
| EL                   | Laëticia Bapté        | 7,76 | Miramas   | 22 februari 2025 |

## Resultaten[2]

### Series
De eerste drie van elke serie kwalificeerden zich direct voor de halve finales. Van de overgebleven atleten kwalificeerden de vier tijdsnelsten zich ook voor de halve finales.

#### Serie 1
| Rang | Atleet             | Land      | Tijd (s)  | Bijz.  |
| ---- | ------------------ | --------- | --------- | ------ |
| 1    | Nadine Visser      | Nederland | 7,89      | Q      |
| 2    | Lotta Harala       | Finland   | 8,00      | Q, =PB |
| 3    | Elisa Di Lazzaro   | Italië    | 8,05(041) | Q, SB  |
| 4    | Anna Tóth          | Hongarije | 8,05(049) | q      |
| 5    | Sacha Alessandrini | Frankrijk | 8,05(050) | q      |
| 6    | Mia Wild           | Kroatië   | 8,11      |        |
| 7    | Diana Suumann      | Estland   | 8,13      |        |
| 8    | Hanna Plotitsyna   | Oekraïne  | 8,24      |        |

#### Serie 2
| Rang | Atleet                    | Land        | Tijd (s)  | Bijz. |
| ---- | ------------------------- | ----------- | --------- | ----- |
| 1    | Ditaji Kambundji          | Zwitserland | 7,92      | Q     |
| 2    | Rosina Schneider          | Duitsland   | 7,97      | Q     |
| 3    | Ida Beiter Bomme          | Denemarken  | 8,01      | Q     |
| 4    | Helena Jiranová           | Tsjechië    | 8,06      |       |
| 5    | Saara Keskitalo           | Finland     | 8,09(083) |       |
| 6    | Nika Glojnarič            | Slovenië    | 8,09(084) |       |
| 7    | Marika Majewska           | Polen       | 8,24      |       |
| 8    | Lovise Skarbøvik Andresen | Noorwegen   | 8,32      |       |

#### Serie 3
| Rang | Atleet                | Land        | Tijd (s) | Bijz. |
| ---- | --------------------- | ----------- | -------- | ----- |
| 1    | Pia Skrzyszowska      | Polen       | 7,88     | Q     |
| 2    | Giada Carmassi        | Italië      | 7,98     | Q, PB |
| 3    | Marlene Meier         | Duitsland   | 8,01     | Q     |
| 4    | Kreete Verlin         | Estland     | 8,08     |       |
| 5    | Viktória Forster      | Slowakije   | 8,11     |       |
| 6    | Anja Lukić            | Servië      | 8,12     |       |
| 7    | Beatrice Juškevičiūtė | Litouwen    | 8,14     |       |
| 8    | Selina von Jackowski  | Zwitserland | 8,22     |       |

#### Serie 4
| Rang | Atleet             | Land        | Tijd (s) | Bijz.  |
| ---- | ------------------ | ----------- | -------- | ------ |
| 1    | Sarah Lavin        | Ierland     | 7,93     | Q, SB  |
| 2    | Laëticia Bapté     | Frankrijk   | 7,97     | Q      |
| 3    | Karin Strametz     | Oostenrijk  | 7,99     | Q, PB  |
| 4    | Reetta Hurske      | Finland     | 8,03     | q, =SB |
| 5    | Luca Kozák         | Hongarije   | 8,04     | q      |
| 6    | Alicja Sielska     | Polen       | 8,12     |        |
| 7    | Maayke Tjin A-Lim  | Nederland   | 8,13     |        |
| 8    | Elisavet Pesiridou | Griekenland | 8,70     |        |

### Halve finales
De eerste drie van elke halve finale kwalificeerden zich direct voor de finale. Van de overgebleven atleten kwalificeerden de twee tijdsnelsten zich ook voor de finale.

#### Halve finale 1
| Rang | Atleet             | Land       | Tijd (s)  | Bijz. |
| ---- | ------------------ | ---------- | --------- | ----- |
| 1    | Pia Skrzyszowska   | Polen      | 7,84      | Q, SB |
| 2    | Sarah Lavin        | Ierland    | 7,94      | Q     |
| 3    | Luca Kozák         | Hongarije  | 7,96      | Q, SB |
| 4    | Lotta Harala       | Finland    | 7,97      | q, PB |
| 5    | Rosina Schneider   | Duitsland  | 8,01(003) |       |
| 6    | Karin Strametz     | Oostenrijk | 8,01(009) |       |
| 7    | Elisa Di Lazzaro   | Italië     | 8,05      | =SB   |
| 8    | Sacha Alessandrini | Frankrijk  | 8,09      |       |

#### Halve finale 2
| Rang | Atleet           | Land        | Tijd (s)  | Bijz. |
| ---- | ---------------- | ----------- | --------- | ----- |
| 1    | Ditaji Kambundji | Zwitserland | 7,82      | Q     |
| 2    | Nadine Visser    | Nederland   | 7,85      | Q     |
| 3    | Reetta Hurske    | Finland     | 7,86      | Q, SB |
| 4    | Marlene Meier    | Duitsland   | 7,97      | q     |
| 5    | Giada Carmassi   | Italië      | 8,04      |       |
| 6    | Anna Tóth        | Hongarije   | 8,08      |       |
| 7    | Laëticia Bapté   | Frankrijk   | 8,12(114) |       |
| 8    | Ida Beiter Bomme | Denemarken  | 8,12(115) |       |

### Finale
| Rang   | Atleet           | Land        | Tijd (s) | Bijz.      |
| ------ | ---------------- | ----------- | -------- | ---------- |
| Goud   | Ditaji Kambundji | Zwitserland | 7,67     | ER, CR, WL |
| Zilver | Nadine Visser    | Nederland   | 7,72     | NL         |
| Brons  | Pia Skrzyszowska | Polen       | 7,83     | SB         |
| 4      | Sarah Lavin      | Ierland     | 7,92     | SB         |
| 5      | Reetta Hurske    | Finland     | 8,00     |            |
| 6      | Marlene Meier    | Duitsland   | 8,04     |            |
| —      | Luca Kozák       | Hongarije   | DNF      |            |
| —      | Lotta Harala     | Finland     | DNF      |            |